# یواس‌اس کوتس (دی‌ئی-۶۸۵)
یواس‌اس کوتس (دی‌ئی-۶۸۵) (به انگلیسی: USS Coates (DE-685)) یک کشتی بود که طول آن ۳۰۶ فوت (۹۳ متر) بود. این کشتی در سال ۱۹۴۴ ساخته شد.